# Lill-Rössjön, Jämtland
Lill-Rössjön är en sjö i Krokoms kommun i Jämtland och ingår i Indalsälvens huvudavrinningsområde. Sjön har en area på 0,185 kvadratkilometer och ligger 346 meter över havet. Sjön avvattnas av vattendraget Rössjöån.

## Delavrinningsområde
Lill-Rössjön ingår i det delavrinningsområde (710199-141986) som SMHI kallar för Utloppet av Lill-Rössjön. Medelhöjden är 397 meter över havet och ytan är 2,23 kvadratkilometer. Räknas de 4 avrinningsområdena uppströms in blir den ackumulerade arean 28,46 kvadratkilometer. Rössjöån som avvattnar avrinningsområdet har biflödesordning 3, vilket innebär att vattnet flödar genom totalt 3 vattendrag innan det når havet efter 298 kilometer. Avrinningsområdet består mestadels av skog (66 procent). Avrinningsområdet har 0,17 kvadratkilometer vattenytor vilket ger det en sjöprocent på 7,7 procent.